# John Murray (oceanògraf)
Sir John Murray KCB FRS FRSE FRSGS (1841 – 1914) va ser un científic escocès pioner en els camps de l'oceanografia, biologia marina i la limnologia.

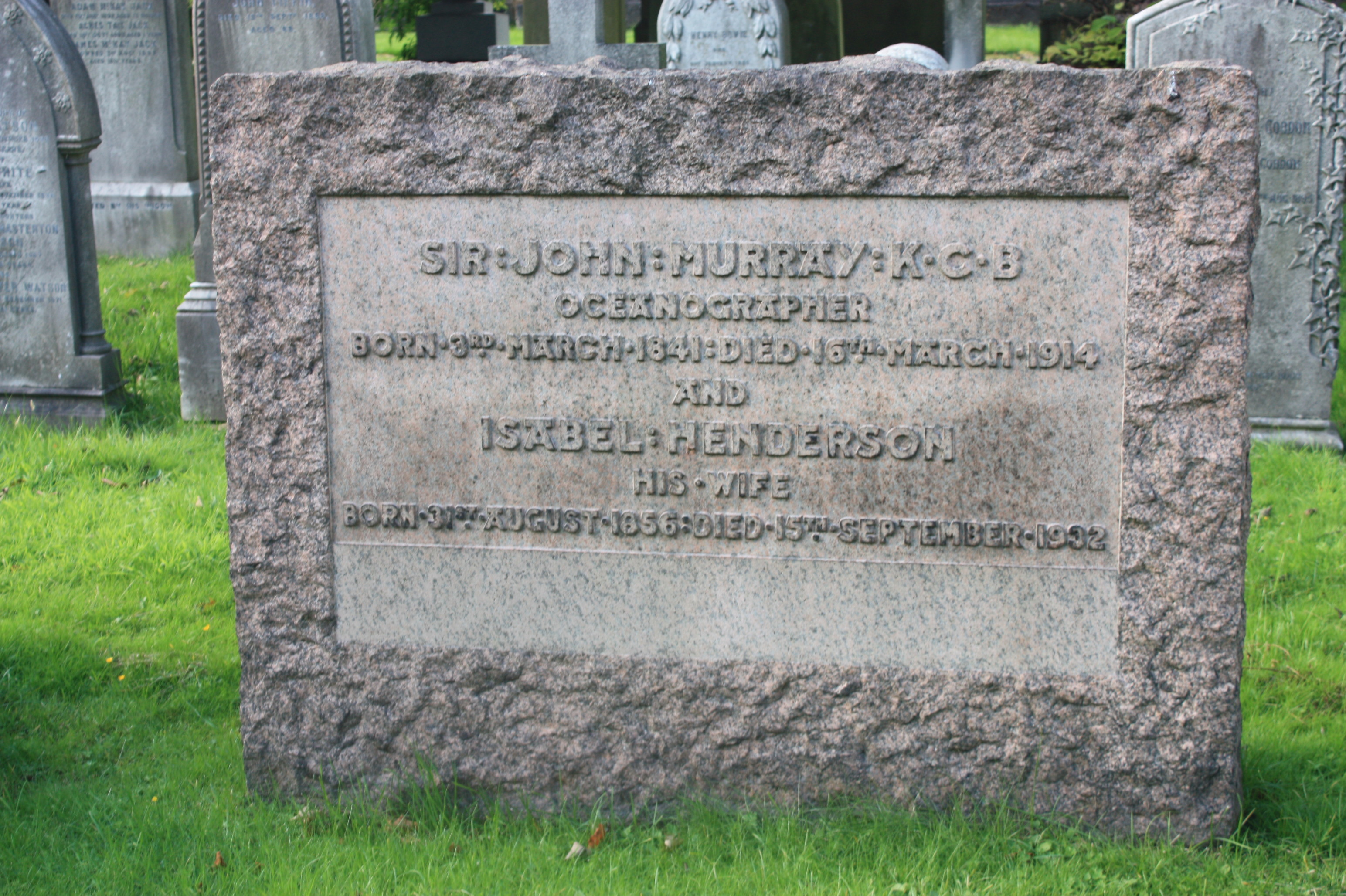
Tomba de Sir John Murray, Dean Cemetery

Estudià medicina a la Universitat d'Edimburg tanmateix, no arribà a graduar-se en medicina.
L'any 1868 es va unir al vaixell balener, Jan Mayen, com a cirurgià i visità Spitsbergen i l'illa de Jan Mayen. Durant el viatge de set mesos recollí espècimens marins i registrà els corrents oceànics, els moviments del gel i la meteorologia.
A la tornada a Edimburg reingressà a la universitat i acabà la carrera de geologia sota Sir Archibald Geikie. També treballà amb el físic Peter Guthrie Tait desenvolupant instruments marins.

## Expedició Challenger
El 1872 Murray ajudà a preparar aparells científics per l'Expedició Challenger dirigida per Charles Wyville Thomson. Després de la mort de Thompson, el 1882, ell va esdevenir Director i publicà el 1896 The Report on the Scientific Results of the Voyage of HMS Challenger.

## Laboratori Marí, Granton
El 1884, Murray muntà el laboratori marí de Granton, Edimburg, el primer del seu tipus al Regne Unit. El 1894, aquest laboratori es traslladà i passa a ser el University Marine Biological Station, Millport, el precursor de l'actual Scottish Association for Marine Science a Dunstaffnage, prop d'Oban, Argyll and Bute.

## Recerca batimètrica als llacs escocesos
Murray treballà inspeccionant els lochs en uns 562 llocs d'Escòcia 
En va resultar l'obra en 6 volums, Bathymetrical Survey of the Fresh-Water Lochs of Scotland publicada el 1910.

## Expedició oceanogràfica a l'Atlàntic Nord
El 1910 Murray partí de Plymouth a bord del vaixell noruec de recerca Michael Sars es va unir al biòleg marí Johan Hjort per a fer recerca a l'Atlàntic entre Europa i Amèrica del Nord. Murray i Hjort publicaren The Depths of the Ocean (1912) una obra clàssica en oceanografia i biologia.
Va ser el primer a notar l'existència de la Mid-Atlantic Ridge i les oceanic trenches. També notà la presència de dipòsits del Sàhara en sediments oceànics profunds.

## Premis i reconeixements

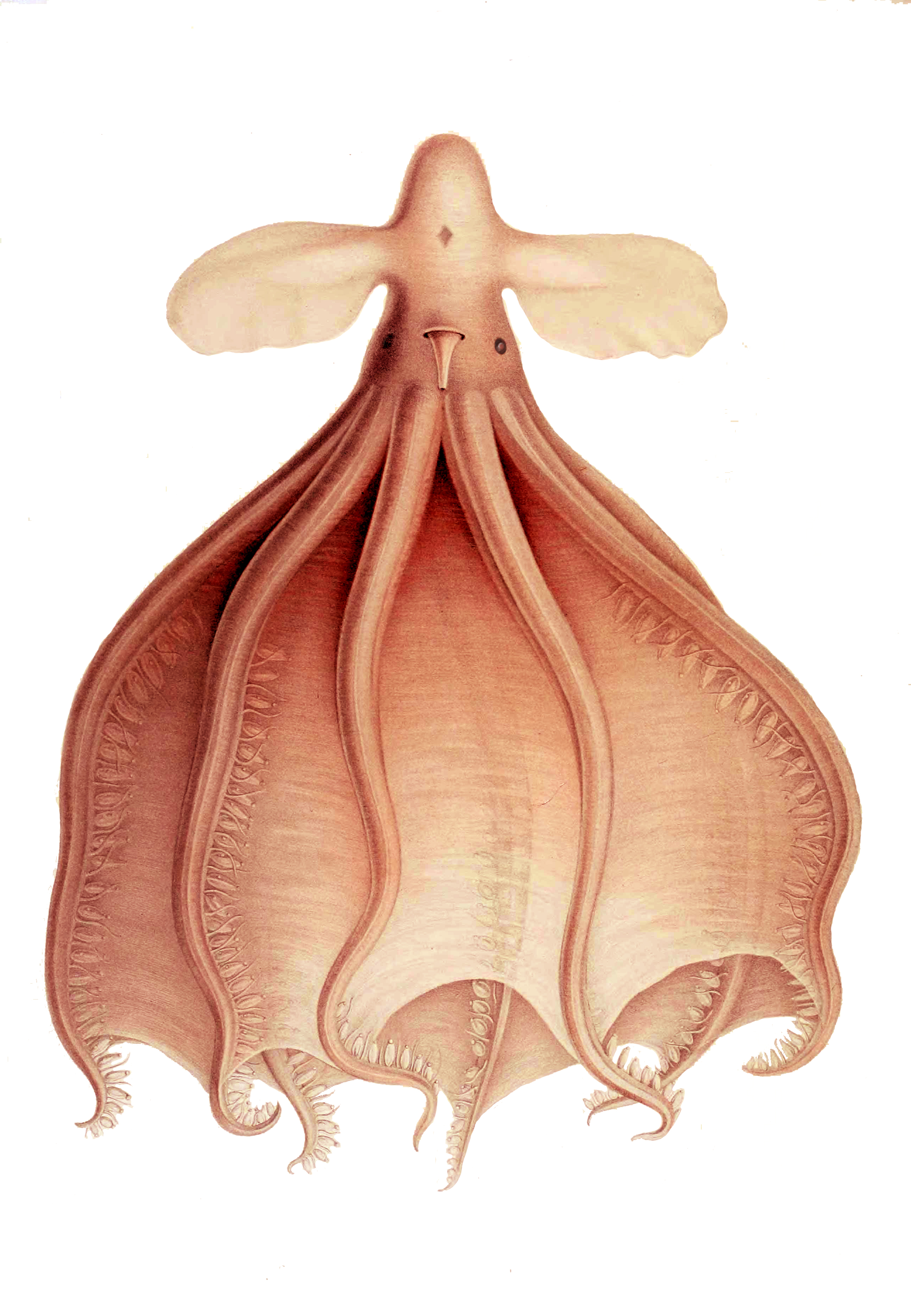
Cirrothauma murrayi un pop

- Membre de la Royal Society of Edinburgh (1877)[1]
- Neill Medal de la Royal Society of Edinburgh (1877)
- Makdougall Brisbane Prize de la Royal Society of Edinburgh (1884)
- Founder's Medal de la Royal Geographical Society (1895)
- Fellow of the Royal Society (1896)[6]
- Knight Commander of the Order of the Bath (1898)[3]
- Cullum Geographical Medal from the American Geographical Society (1899)
- Clarke Medal de Royal Society of New South Wales (1900)
- Livingstone Medal de Royal Scottish Geographical Society (1910)

Va ser president de la Royal Scottish Geographical Society des de 1898 fins a 1904.
Els John Murray Laboratories a la University of Edinburgh,
El 1911, Murray fundà l'Alexander Agassiz Medal que és premiada per National Academy of Sciences, en memòria del seu amic Alexander Agassiz (1835–1910).

## Mort
Murray morí atropellat per un carro l'any 1914 a Kirkliston prop d'Edimburg.